# 하동 법성선원 집별행록절요병입사기
하동 법성선원 법집별행록절요병입사기(河東 法成禪院 法集別行錄節要幷入私記)은 대한민국 경상남도 하동군 옥종면에 있는 책이다. 2015년 7월 30일 경상남도의 유형문화재 제586호로 지정되었다.

## 지정 사유
｢법집별행록절요병입사기(法集別行錄節要幷入私記)｣은 보조국사(普照國師) 지눌(知訥)이 입적하기 1년 전인 1209년에 중국(中國) 화엄종(華嚴宗) 제5조(祖) 규봉종밀(圭峯宗密: 780-841)이 엮은 「법집별행록(法集別行錄)」 가운데서 중요한 부분을 절요(節要)하고, 자신의 견해를 서술한 사기(私記)를 더하여 편집한 책이다.
이 책은 ‘1권 1책’의 목판본(木板本)으로, 제첨 서명은 ‘法集別行錄節要幷入私記’이며, 권수제(卷首題)도 ‘法集別行錄節要幷入私記’로 확인된다. 판심제(版心題)는 ‘私記(사기)’라는 약서명(略書名)이 확인된다.
판식(版式)은 사주단변(四周單變)에, 반곽(半郭)의 크기는 세로 19.3에 가로13.5cm이며, 계선이 없고(無界), 반엽(半葉) 10행(行)21자(字)로 배열되어 있다. 본문의 1장부터 10장까지와 본문의 부분적인 훼손으로 인하여 근래에 새로 개장⋅보수한 것으로 확인된다. 권말에 ‘信衍’ 등의 시주자들이 확인된다.
이 책은 ‘成化二十二年(1486)’이라는 발문(跋文)의 기록(刊記)이 있고, 본문의 부분에 종이의 열화(劣化)로 인하여 근래에 개장⋅보수한 곳이 많이 확인되나, 귀중서의 기준이 되는 임진왜란 발발(勃發) 년도인 ‘1592년’ 이전(以前)에 인쇄⋅간행된 자료이다.

## 참고 자료
- 창원 성흥사 목조석가여래삼존좌상 및 십육나한상 일괄 - 국가유산청 국가유산포털